# Reno Olsen
Reno Bent Olsen (nascido em 19 de fevereiro de 1947) é um ex-ciclista dinamarquês que participava em competições do ciclismo de pista, ativo profissionalmente entre 1974 e 1975 e de 1981 a 1984.

## Carreira
Durante sua carreira, ele participou de dois Jogos Olímpicos. Na Cidade do México 1968, Olsen foi o vencedor e recebeu a medalha de ouro competindo na perseguição por equipes, junto com Per Lyngemark, Gunnar Asmussen e Mogens Frey. Nas Olimpíadas de Munique 1972, ele voltou a disputar a mesma prova e na perseguição individual, mas foi eliminado nas rodadas preliminares.
Entre outros triunfos num palmarés riquíssimo, Olsen ganhou 12 campeonatos nacionais, todos eles amadores, mais notavelmente em 1973, quando ganhou cinco títulos diferentes.